# Orgasmo Nero III – Schwarze Haut auf weißem Sand
Orgasmo Nero III – Schwarze Haut auf weißem Sand (Originaltitel: Sesso nero) ist ein mit pornographischen Elementen angereicherter Exploitationfilm des italienischen Regisseurs Joe D’Amato aus dem Jahr 1980. Der Film ist D’Amatos erster Film mit Hardcore-Sexszenen. Das Drehbuch stammt von Schauspieler George Eastman, der es unter seinem bürgerlichen Namen Luigi Montefiori verfasste.
D’Amato inszenierte den Film in Santo Domingo und Umgebung. Hierfür nutzte er sowohl den Drehort als auch das Schauspielerensemble aus seinen vorangegangenen Genrebeiträgen.
Das Werk erschien erstmals am 30. Mai 1980 in Italien. Die deutsche DVD von X-Rated erschien am 30. Dezember 2004 im italienischen Originalton mit deutschen Untertiteln.

## Handlung
Der unglücklich verheiratete Mark Lester leidet an einer Dysfunktion der Prostata, die nur mit einem lebensrettenden Eingriff, einer Kastration, behoben werden kann. Der behandelnde Arzt drängt zur sofortigen Operation, doch der depressive Mark erbittet sich 15 Tage Zeit für einen abschließenden Urlaub in Santo Domingo. Den Erkrankten plagen seit jeher Erinnerungen an seine große Liebe Myra, die er dort vor zwölf Jahren kennenlernte – bis sie urplötzlich verschwand. Gleichzeitig hofft er auf letzte sexuelle Abenteuer.
Auf der tropischen Insel wird Mark von Visionen seiner Geliebten Myra heimgesucht. Er geht einem Gerücht nach, das das rätselhafte Verschwinden mit einem Voodoo-Zauber in Verbindung bringt. Mark glaubt, dass Myras Geist durch einen Voodoomeister in einer Flasche gebannt wurde.
Einige Tage später reist Marks wohlhabende Frau Lisa ebenfalls in die Dominikanische Republik, um sicherzustellen, dass ihr Gatte rechtzeitig zur OP nach New York zurückkehrt. Es kommt zu einem Streit in der festgefahrenen Ehe. Der halluzinierende Mark verlässt Lisa und widmet sich nun vollends der Suche nach Myra; bald ist er nicht mehr in der Lage, Realität von Fiktion zu trennen. Schließlich begeht er im Wahnsinn sogar einen Mord.
Unterdessen erfährt Lisa, dass Myra bereits verstorben ist. Ihr Vater beschuldigte einst Mark, die eigene Tochter in den Tod getrieben zu haben. Als Voodoo-Gelehrter entschied er sich dann, den Tod Myras zu rächen, indem er die Rachegelüste an eine weitere Tochter übertrug. Mit mysteriösen, surrealen Praktiken ließ er diese dann wie Myra aussehen.
Am Ende des Films kommt es zu einem finalen Beischlaf zwischen Mark und Myras jüngerer Schwester an einem Strand. Als die Inselschönheit ihrem erstaunten Liebhaber offenbart, dass sie nicht Myra sei, sie lediglich deren Tod rächen wolle, lässt Mark apathisch von ihr ab. Letztlich entmannt Mark sich mit einem Messer und stirbt.